# 大原貯水池
大原貯水池（おおはらちょすいち、別称：大原ダム）は、滋賀県甲賀市甲賀町神の淀川水系大原川に建設されたかんがい用水を目的とした農業用ため池である。
堤高が27m以上と非常に大規模で、河川法上「ダム」に位置づけられ、大原ダム（おおはらダム）とも呼ばれている。

## 沿革
明治以降、杣川流域では干害が頻繁に起きたため、昭和10年代後半に大原村、油日村、佐山村と甲南町の一部の計1,100haを受益範囲として、干害防止のための県営甲南4ヵ町村農業水利改良事業（特殊重粘土地帯旱害恒久対策）に着手した。当初の計画では、第1号ため池を櫟野川上流に、第2号ため池を大原川上流に建築し、20kmの幹線水路を整備・配水する計画だった。戦時下ということもあり、先に1943年（昭和18年）に第2号ため池として着工し、1958年(昭和33年）に完成した。なお、第1号ため池は櫟野砂防ダムとして後で建築されている。
鈴鹿山系の最上部を集水区域として、下流域水田農地 605 haに清水を安定的に供給している。老朽化が著しく、機能低下やそれに伴う安全性が問題となったため、2007年度（平成19年度）から改修された。
1972年（昭和48年）にキャンプ場を開き、1998年（平成10年）に改装して運営していたが、後に閉鎖した。